# Lathuile
Lathuile é uma comuna francesa na região administrativa de Auvérnia-Ródano-Alpes, no departamento da Alta Saboia. Estende-se por uma área de 8.76 km². Em 2010 a comuna tinha 1 028 habitantes (densidade: 117,4 hab./km²).